# Neopromachus ramuensis
Neopromachus ramuensis är en insektsart som beskrevs av Günther 1929. Neopromachus ramuensis ingår i släktet Neopromachus och familjen Phasmatidae. Inga underarter finns listade i Catalogue of Life.